# Leopardenland-Nationalpark
Der Leopardenland-Nationalpark, originalsprachlich Nazionalny park «Semlja leoparda» (russisch Национальный парк «Земля леопарда»), ist ein Schutzgebiet im fernen Osten Russlands und das wichtige Refugium des bedrohten Amurleoparden. Der Nationalpark grenzt an das Kedrowaja-Pad-Naturreservat, mit dem er eine gemeinsame Verwaltung besitzt.

## Lage
Der Nationalpark wurde im Jahr 2012 ausgerufen und umfasst eine Fläche von 2.620 km². Er liegt im äußersten Süden der Region Primorje westlich von Wladiwostok, nahe der Grenze zu China. Er erstreckt sich von der nordkoreanischen Grenze nach Norden.

## Fauna
Das Reservat ist eines der wichtigsten Reservate für den bedrohten Amurleoparden. Er umfasst etwa 60 % aller Leopardenvorkommen der Region und nahezu alle Gebiete, in denen sich die Tiere fortpflanzen. Als weiterer großer Räuber kommt der Amurtiger vor, der mit etwa 10 Tieren vertreten ist.

## Zonen
Die Kernzone des Nationalparks umfasst etwa 300 km² Land. Weitere 1.200 km² entlang der chinesischen und nordkoreanischen Grenze sind nicht ohne Genehmigung zugänglich und werden von Grenzschützern betreut. Etwa 720 km² des Nationalparks dienen vor allem dem Ökotourismus. Diese Gebiete liegen vor allem um die Kernzone herum. Weitere 380 km² umfassen vor allem Farmland und werden wirtschaftlich genutzt. Der Nationalpark schmiegt sich außerdem um das etwa 180 km² große streng geschützte  Kedrowaja-Pad-Naturreservat, mit dem er eine gemeinsame Verwaltung besitzt.